# Trpín (Svitavyi járás)
Trpín település Csehországban, a Svitavyi járásban. Trpín Bystré, Olešnice, Rovečné, Velké Tresné, Svojanov, Kněževes és Hartmanice településekkel határos. Lakosainak száma 446 fő (2024. január 1.).

## Népesség
A település lakosságának változását az alábbi diagram mutatja:
| Lakosok száma | 966  | 900  | 894  | 661  | 561  | 440  | 422  | 428  | 431  | 446  |
|               | 1869 | 1890 | 1921 | 1950 | 1980 | 2001 | 2017 | 2019 | 2022 | 2024 |